# Association française transhumaniste
L'Association française transhumaniste ou Association française transhumaniste - Technoprog vise à promouvoir le transhumanisme en France,,.

## Historique
L’Association française transhumaniste : Technoprog! est apparue à l’origine en 2007, à l’initiative de deux étudiants (l’un en science spatiale, l’autre en philosophie), sous la forme d’une liste de diffusion sur l’internet (Yahoo!Groupe) et d’un blog nommé Technoprog. Parallèlement sont alors organisées à Paris quelques rencontres entre sympathisants. Rapidement, ils se dotent aussi d’un site d’accueil, puis fin 2008, d’un forum.
Jusque-là, leur activité est presque exclusivement limitée au réseau. Mais en 2009, le groupe prend la décision d’officialiser l’existence de l’association en la dotant de statuts, d’un conseil d’administration et en la déclarant en préfecture. Le processus d’élaboration prendra une année entière et l’AFT Technoprog! est officiellement fondée en février 2010.

## Idées promues
L’AFT Technoprog s’interroge sur les conséquences sociopolitiques relatives aux évolutions biologiques de l’humain et aux progrès scientifiques et technologiques. Elle met en avant les technologies qui permettent d’améliorer la condition humaine, d’un point de vue biologique, neurologique et moral, et promeut l’allongement radical de la durée de vie en bonne santé. L’association réfléchit également sur les risques sanitaires et sociaux attenants à ces technologies et en appelle à la vigilance.
L’association revendique une pensée technoprogressiste, c’est-à-dire, un transhumanisme démocratique, par opposition aux mouvances transhumanistes issues de la Silicon Valley, plus libérales et individualistes. Ces principaux aspects englobent :
1. La démocratie : la société civile doit être impliquée dans les décisions prises en termes d’augmentation et d’amélioration humaine.
2. La justice et l’harmonie sociale : dans la perspective d’une évolution transhumaniste, l’épanouissement et les libertés individuelles devront être respectées. L’accès au progrès scientifique et technologique doit être garanti au plus grand nombre.
3. Les risques : les risques sanitaires, environnementaux et sociétaux liés à toute progression technologique doivent être anticipés et pris en compte le plus tôt possible.

### Prises de position
À contre-courant des critiques les plus récurrentes visant le transhumanisme anglo-saxon libertarien et les mastodontes de la Silicon Valley, l'association entend représenter un transhumanisme à la française.

### Critiques
Les critiques les plus récurrentes mettent en avant la naïveté optimiste de positions qui ne pèseraient pas suffisamment face aux géants du numérique. Leur transhumanisme modéré se rapprocherait dès lors plus d’un hyperhumanisme.

## Actions
L'association organise des conférences, des débats et participe à des interviews dans les médias.
Elle a donné sa première conférence à la Maison de la Recherche à Paris le 17 janvier 2011, avec entre autres les participations de Rémi Sussan et Jean-Paul Baquiast.
Une deuxième conférence s'est tenu le 16 juin 2011 au même endroit. Aubrey de Grey, Natasha Vita-More et Laurent Alexandre y ont notamment participé.
Le 20 octobre 2012, l'AFT a accueilli dans le même lieu plusieurs auteurs dont, Daniel-Philippe de Sudres, Miroslav Radman, Jean-Michel Besnier, et Rémi Sussan. Fin 2013, des conférences en ligne sont organisées sur la plateforme en ligne TeleXLR8, ainsi qu’un cycle de conférences sur Google Hangout Live au sujet de la réception des idées H+.
Les représentants de l’association interviennent dans divers évènements, comme Didier Coeurnelle au Forum Européen de Bioéthique et à plusieurs TEDx, Marc Roux à l’Assemblée Nationale pour le G9+, à l'École de Guerre ou au Ministère de la Santé, Olivier Nérot au Maddy Keynote, un événement consacré aux innovations et aux startups.
En 2018, l’AFT a été auditionnée par le CCNE dans le cadre de la révision des lois de bioéthique.
En 2019, M. Roux, D. Coeurnelle et B. Jousset ont été invités à intervenir à l’Université d’été du Parti socialiste de La Rochelle. M. Roux a été auditionné par la Commission française pour l’UNESCO.
En plus de la rédaction d’essais et d’articles de réflexion présentés sur le site internet de l’association, et diffusés par le biais d'une newsletter, certains membres sont également présents dans l’espace médiatique au nom de l'association. Entre autres, des articles et entretiens, dans 20 minutes, sur Inverse.com, ainsi que des TEDx, des colloques, des émissions et des podcasts, dont notamment Webtv Balises et Digital Day Figaro.

### TransVision 2014 et la Déclaration Technoprogressiste
L’AFT Technoprog, le Groupe Traces et l’association fiXience ont organisé, à la fin du mois de novembre 2014, un colloque international sur le thème du transhumanisme face à la question sociale. Celui-ci aura été le premier de ce niveau à se tenir en France (Paris). Il a rassemblé des représentants parmi les plus éminents du mouvement transhumaniste international et certains de leurs contradicteurs, ainsi que des théoriciens et acteurs qui s’interrogent sur les nouveaux modes de production et d’application des technologies à l’être humain,.
À l’issue de ce symposium, la Déclaration Technoprogressiste a été co-rédigée et co-signée par les représentants d’organisations transhumanistes internationales. la rédaction initiale a rassemblé notamment les membres de l’AFT-Technoprog, Amon Twyman pour the Institute of Social Futurism (présentement leader du Parti Transhumaniste du Royaume Uni), David Wood pour les London Futurists et James Hughes pour l’IEET. Par la suite, de nombreuses organisations ont co-signé, ainsi que des représentants de mouvements en tant qu’individus .

### Déclaration viridienne et Conférence viridienne
En février 2020, l'AFT Technoprog a adopté le manifeste viridien. L'objectif de ce texte est de concilier écologie et progrès technologique. Ainsi, le manifeste déclare :
Un avenir technoprogressiste ne se conçoit, dans les décennies à venir, que dans un environnement indéfiniment durable. Le changement nécessaire, pour qu’il se fasse « vers le haut » nécessite des progrès technologiques et des modifications sociétales profondes. Pour cela, devenir plus humain en nous améliorant nous-mêmes est un atout.
Une option « viridienne » c’est-à-dire écologiste, technologique et non destructrice de l’humanité suppose des transitions radicales.

Les transhumanistes technoprogressistes considèrent qu’il est indispensable de modifier nos comportements, pour arrêter le réchauffement climatique, la chute de la biodiversité et l’utilisation de ressources non renouvelables.
Pour garantir la pérennité du manifeste et dégager et engager des actions concrètes, l'association organise en mars 2021 La Conférence viridienne en partenariat avec des transhumanistes de plusieurs autres pays.
Au cours de ces rencontres-débats, l'association souhaite insuffler un mouvement de recherche et d'innovations sur les thèmes suivants :
- Les énergies renouvelables, l'énergie nucléaire et le réchauffement climatique
- La pollution ainsi que les questions liées à la santé, la longévité et la biodiversité
- Les aspects sociaux, économiques ainsi que les droits et libertés fondamentales
- La préparation et la résilience des institutions publiques

### TransVision 2022: Divergences ou Diversité?
L’AFT – Technoprog a organisé, du 18 au 20 novembre 2022, le colloque international transhumanisme TransVision 2022 à Paris au CGR Paris – Lilas, ayant pour objet de mettre en lumière la diversité des transhumanismes. Il s’agissait d’identifier les nombreuses questions qui créent des divergences au sein de la pensée et du mouvement transhumaniste international afin d’en rendre explicite la complexité et les enjeux.
Ce colloque avait également pour objectif de permettre au public francophone d’entendre et de s’adresser aux intervenants afin de mieux comprendre la réalité de la pensée transhumaniste en train de se développer.
Il s’est déroulé deux jours en français et un jour en anglais. Des traductions simultanées étaient disponibles le troisième jour pour permettre au public de suivre l’intégralité des discussions.
Thèmes abordés :
- Diversités géographiques

- Diversités d’interprétations politiques avec l'intervention de Corinne Narassiguin et Florie Marie (Parti pirate)

- Intelligence artificielle, risques existentiels

- Cryonie

- Longévitisme

- Futur de la procréation

- Soldat augmenté

- Liberté morphologique

- Réalités virtuelles

- Écologie viridienne

- Condition animale

- Améliorations cognitives (Moral enhancement)

- Éducation

- Spiritualités

## Publications
- Dider Coeurnelle, Et si on arrêtait de vieillir ?
- Marc Roux, Didier Coeurnelle, Technoprog, le transhumanisme au service du progrès social[28]
- Alexandre Technoprog, Pourquoi le transhumanisme ?
- Béatrice Jousset-Couturier, Le transhumanisme
- Frédéric Balmont, La méditation des chiens de paille
- Ebénézer Njoh Mouelle et Marc Roux, Quelle réception du transhumanisme en Afrique ?[29]
- Augustin Frey-Trapp, Manifeste pour l’Égalité Humain-Intelligence Artificielle
- Augustin Frey-Trapp, Contrat Social pour une harmonie durable entre l’Humanité et les Intelligences Artificielles.
- Augustin Frey-Trapp, Traité de l’unité des consciences entre humains et IA.